# Albal
Albal és un municipi del País Valencià situat a la comarca de l'Horta Sud i que té 16.399 habitants (INE 2019).
El seu terme limita amb Catarroja, Torrent, Alcàsser, Silla i Beniparrell.
| Catarroja | Catarroja   |           |
| Alcàsser  |             | Catarroja |
|           | Beniparrell | Silla     |

## Geografia
Situat entre l'Albufera i les últimes elevacions de la Serra Perenxisa.
El terreny en què s'ubica és la plana d'al·luvió que conforma tota la comarca de l'Horta. Formada pels sediments acumulats al llarg de milions d'anys pels nombrosos barrancs de vessament de la zona. Rega del Xúquer per mitjà de la Séquia Real, i del Túria per la Séquia de Favara, que té la seua fi en este terme; les seues aigües són repartides a tot el terme per la Séquia d'Albal. Prop es troba el parc Natural de l'Albufera.
El clima és mediterrani amb temperatures suaus a l'hivern i a l'estiu. La major part de les precipitacions tenen lloc a la primavera i a la tardor. Sovint, a la tardor tenen lloc pluges torrencials generades pel fenomen de la gota freda. Ocasionalment es produïxen desbordaments dels barrancs esmentats.
S'accedix a esta localitat des de València prenent la V-31 i posteriorment la CV-33.

## Història
L'origen del municipi es remunta a l'època musulmana quan va ser fundada una alqueria àrab o casa de camp de l'època, que va rebre el nom d'Alboayal i que, en 1238, el rei Jaume I d'Aragó va donar a Gil d'Atrosillo, qui sis anys més tard, la va vendre al capítol Catedralici de València, que va conservar definitivament el senyoriu. Va ser el capítol qui va repoblar el poble amb 32 famílies.
Els enfrontaments entre Albal i Beniparrell tenien una llarga història. Consten conflictes per permisos de reg i drets de monopoli des de 1238. Estes disputes amagen l'enfrontament entre el Capítol Catedralici de València -senyor d'Albal- i els succesius senyors de Beniparrell.
Els capbreus d'Albal, conservats a la catedral de València, recullen el periode dels segles XVI al XVIII. Mostren la succesiva adaptació de l'activitat agrícola albalenc, inicialment de secà, progressivament més i més dedicada al regadiu, especialment de moniatos. Amb aquest cultiu també va desenvolupar-se una important activitat d'obtenció d'adobs naturals, excrements d'animals.
En la guerra de les Germanies, Albal va ser antiagermanada per decisió del Capitol de la Catedral.
El regadiu va expandirse als segles XIX i XX, amb aigües de la Séquia de Favara i de la Séquia Real del Xúquer (que comença a regar el terme a partir de 1819), seguides pels motors d'aigües subterrànies, que van començar a proliferar a partir de 1926 i arribaren a 19 en 1953.
Des de la seua introducció al segle xix, el taronger va guanyer terreny a tots els altres conreus. Al final del segle xx hi suposava el 80% de la superfície agrícola del terme. La riquesa generada per la taronje va ser motor de l'expansió d'altres activitats, com la de serveis financers (secció de crèdit i després caixa rural) o la indústria. El capital inicial de molts industrials albalencs provenia dels excedents de la taronja, acumulats per dècades.
La Cooperativa Agrícola Sagrat Cor de Jesús va fundar-se en 1916, amb el nom de Sindicat Agríclo. El Ministeri d'Hisenda va reconèixer els seus estatuts en 1917. En 1926 es constituí la secció de crèdit, que en 1969 va reformar-se com cooperativa de crèdit.
La transició d'una societat agrícola a una altra industrial es va produir als anys seixanta i setanta del segle XX. La principal industria va ser la del moble. El desenvolupament industrial i la proximitat a València provocaren un creixement molt notable de població. A 1900, 2.939 persones vivien a Albal. El 1990 n'eren 9.083, el triple, i amb tendència a incrementar-se.

## Economia
La seua economia es basa principalment en l'agricultura (arròs, taronges, mandarines, hortalisses), la xicoteta indústria, el moble, i el sector servicis. La propietat de la terra està molt repartida.
En l'actualitat el principal sector econòmic és, des de fa prou anys, una potent indústria del moble, forjats, plàstics, automoció, agroalimentària i, per descomptat la construcció.
A esta activitat corresponen els tres polígons industrials que posseïx, a saber; el més dotat i major junt amb la pista de Silla i limitant amb els polígons de Catarroja i Baniparrell; el del camí de santa Anna on va estar l'Hort de Calafré (joia arquitectònica huitcentista hui desapareguda); i finalment destaca el de la Cooperativa mesclant-se ja amb zona residencial.
El sector terciari d'Albal també és destacable amb un gran nombre d'empreses dedicades a la restauració si bé encara no a l'hostaleria. El terciari de servicis destaca per la proliferació d'entitats bancàries per les principals avingudes de, la ja, ciutat. Mercat municipal, supermercats, botigues, farmàcies, etc.
Amb tot, la població d'Albal no té una dedicació primària sinó que per contra els treballs estan més en relació amb sectors terciari i terciari industrial, havent-hi funcionaris, secretaris, empresaris industrials, empresaris de la fusta, de la construcció i de l'agroalimentación entre d'altres.

## Política i govern

### Composició de la Corporació Municipal
El Ple de l'Ajuntament està format per 17 regidors. En les eleccions municipals de 26 de maig de 2019 foren elegits 8 regidors del Partit Socialista del País Valencià (PSPV-PSOE), 4 del Partit Popular (PP), 2 d'Avant Albal (Avant), 1 de Ciutadans - Partit de la Ciutadania (Cs), 1 de Compromís per Albal (Compromís) i 1 d'Unides Podem-Esquerra Unida Albal (Podem-EUPV).
| Eleccions municipals de 26 de maig de 2019 - Albal                                                                                               |                                          |                                     |                                     |         |          |          |
| Candidatura | Candidatura                              | Candidatura                         | Cap de llista                       | Vots    | Vots     | Regidors |
| | Partit Socialista del País Valencià-PSOE |                                     | Ramón Marí Vila                     | 3.121   | 40,14%   | 8 ()     |
| | Partit Popular                           |                                     | José Miguel Ferris Estrems          | 1.921   | 24,71%   | 4 ()     |
| | Avant Albal                              |                                     | María José Hernández Ferrer         | 946     | 12,17%   | 2 ()     |
| | Ciutadans - Partit de la Ciutadania      |                                     | Rafael Rodríguez Ramón              | 747     | 9,61%    | 1 ()     |
| | Compromís per Albal                      |                                     | David Ramón Guillem                 | 577     | 7,42%    | 1 ()     |
| | Unides Podem-Esquerra Unida Albal        |                                     | José Arias Atilano                  | 416     | 5,35%    | 1 ()     |
| | Vots en blanc                            |                                     |                                     | 47      | 0,60%    |          |
| Total vots vàlids i regidors | Total vots vàlids i regidors             | Total vots vàlids i regidors        | Total vots vàlids i regidors        | 7.775   | 100 %    | 17       |
| | Vots nuls                                | Vots nuls                           | Vots nuls                           | 36      | 0,46%    |          |
| Participació (vots vàlids més nuls) | Participació (vots vàlids més nuls)      | Participació (vots vàlids més nuls) | Participació (vots vàlids més nuls) | 7.811   | 63,32%** |          |
| Abstenció | Abstenció                                | Abstenció                           | Abstenció                           | 4.524*  | 36,68%** |          |
| Total cens electoral | Total cens electoral                     | Total cens electoral                | Total cens electoral                | 12.335* | 100 %**  |          |
| Alcalde: Ramón Marí Vila (PSPV) (15/06/2019) Per majoria absoluta dels vots dels regidors (10 vots: 8 de PSPV, 1 de Compromís i 1 de Podem-EUPV) |                                          |                                     |                                     |         |          |          |
| Fonts: JEC, JEZ València, M. Interior, Periòdic Ara. (* No són vots sinó electors. ** Percentatge respecte del cens electoral.)                  |                                          |                                     |                                     |         |          |          |

### Alcaldes
Des de 2023 l'alcalde d'Albal és Jose Miguel Ferris Extrems del PPCV-PP.
| Període                       | Alcalde o alcaldessa                           | Partit polític | Data de possessió     | Observacions         |
| ----------------------------- | ---------------------------------------------- | -------------- | --------------------- | -------------------- |
| 1979–1983                     | Agustín Zacarés Vila                           | AIUPA          | 19/04/1979            | --                   |
| 1983–1987                     | Agustín Zacarés Vila                           | AP-PDP-UL-UV   | 28/05/1983            | --                   |
| 1987–1991                     | Agustín Zacarés Vila                           | UV             | 30/06/1987            | --                   |
| 1991–1995                     | Agustín Zacarés Vila                           | UV             | 15/06/1991            | --                   |
| 1995–1999                     | Agustín Zacarés Vila                           | UV-CCV         | 17/06/1995            | --                   |
| 1999–2003                     | Agustín Zacarés Vila José Vicente Sanchis Vila | ACV PP         | 03/07/1999 19/09/2001 | Dimissió/renúncia -- |
| 2003–2007                     | Ramón Marí Vila                                | PSPV-PSOE      | 14/06/2003            | --                   |
| 2007–2011                     | Ramón Marí Vila                                | PSPV-PSOE      | 16/06/2007            | --                   |
| 2011–2015                     | Ramón Marí Vila                                | PSPV-PSOE      | 11/06/2011            | --                   |
| 2015–2019                     | Ramón Marí Vila                                | PSPV-PSOE      | 13/06/2015            | --                   |
| 2019-2023                     | Ramón Marí Vila                                | PSPV-PSOE      | 15/06/2019 17/06/2023 | --                   |
| Des de 2023                   | Jose Miguel Ferris Extrems                     | PPCV           | 17/06/2023            | --                   |
| Fonts: Generalitat Valenciana |                                                |                |                       |                      |

## Demografia
A data de 2022, Albal tenia 16.845 habitants (INE).
| any  | habitants |
| ---- | --------- |
| 1900 | 2.293     |
| 1910 | 2.373     |
| 1920 | 2.673     |
| 1930 | 3.100     |
| 1940 | 3.547     |
| 1950 | 4.069     |
| 1960 | 4.784     |
| 1970 | 7.203     |
| 1981 | 8.101     |
| 1991 | 9.109     |
| 2001 | 12.652    |
| 2010 | 15.618    |
| 2020 | 16.577    |
| 2022 | 16.845    |

## Monuments

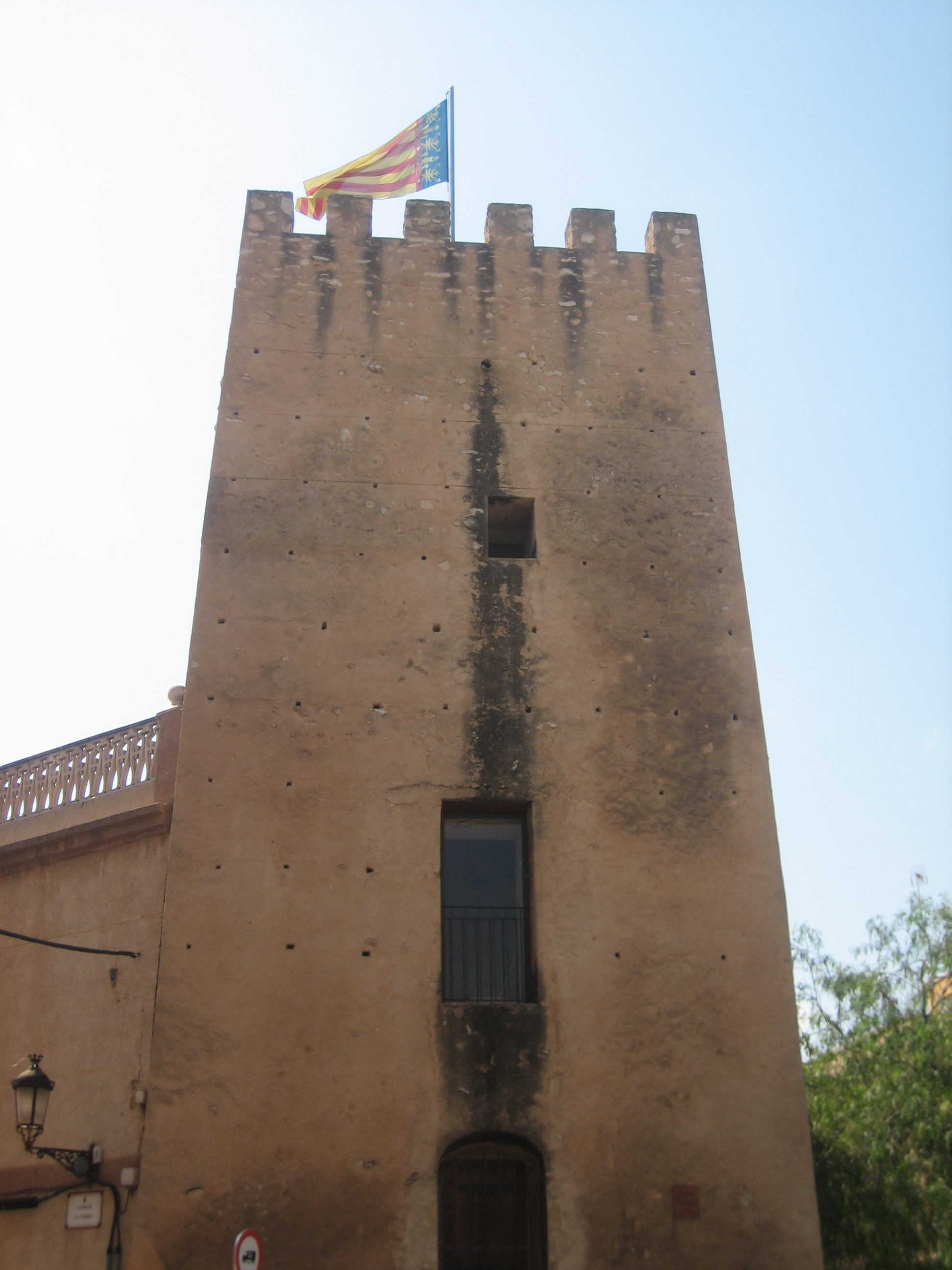
La torre àrab.

- Ermita de Santa Anna. Edificada sobre un xicotet monticle, on la tradició assenyala que va ser trobada la seua imatge, és patrona d'Albal. L'edifici és ample amb arcades ogivals, amb atri i cor alt, havent sigut restaurada en 1943 i en 2005. També és venerat allí Sant Blai, patró del poble. El paratge està cobert de pins, amb àmplia plaça i font, sent lloc de romeria durant les festes patronals, el 3 de febrer i el 26 de juliol, instal·lant-se llavors parades per a la venda del típic porrat.
- Església parroquial de la Mare de Déu dels Àngels. Construïda en 1697.
- Església de Sant Carles Borromeu.
- Torre àrab. Després de moltes vicissituds que la portaren a passar molts anys abandonada i en estat de ruïna ha estat rehabilitada i actualment allotja el Museu Etnològic Municipal. Està declarada BIC.
- Casa en l'avinguda Pare Carlos Ferris, 28[13]
- Edifici de l'Arxiu Històric Municipal. Està situat al carrer de Santa Anna, Als 1920s va ser seu del Centre Artístic d'Instrucció Obrera, i en els 30s ho fou de la Unió Republicana Autonomista. Després de la guerra civil va ser casa consistorial (1942 a 1994) i es propossà el seu enderroc. Salvat del picot, l'edifici va ser restaurat en 2010.[14]

## Festes
Les principals festes són:
- Sant Blai. Se celebra el 3 de febrer.
- Les Falles. Al març.
- Santa Anna. Té lloc el 26 de juliol.

Són típics en festes els focs artificials, les misses, processons, concerts de música (tant de bandes com de pop-rock), cavalcades i revetles.

## Esports
- Obert d'Albal de frontó valencià

## Fills il·lustres
- Carlos Ferris Vila (Albal, 1856 - † Gandia, 1924), fundador del sanatori de Fontilles.
- Francisco Zacarés Fort (Albal, 1962), compositor i director de banda de reconeixement mundial.